# Distretto di Nyenawliken
Il distretto di Nyenawliken è un distretto della Liberia facente parte della contea di River Gee.